# Ait (isla)

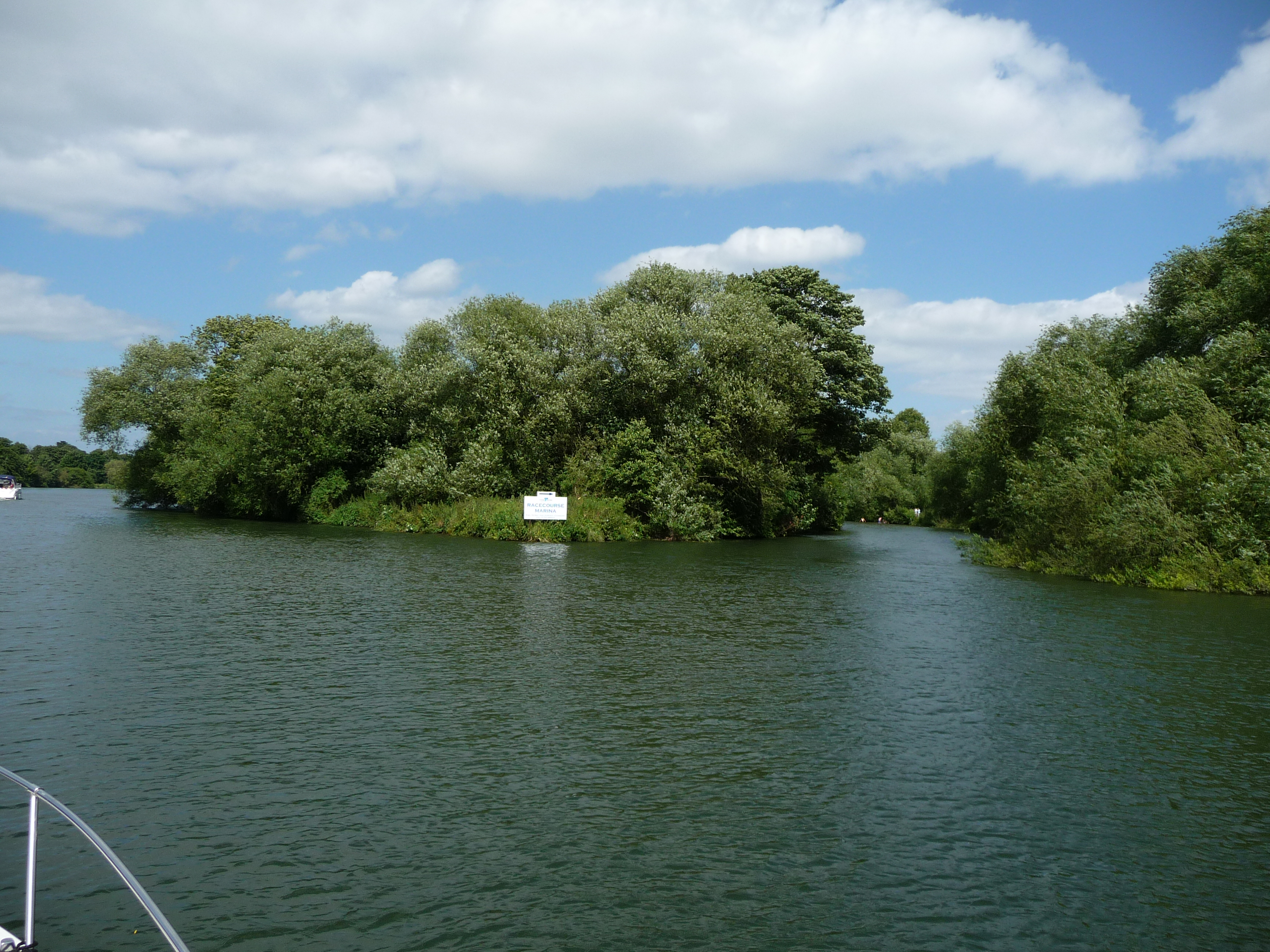
Bush Ait, en el río Támesis, en Berkshire.

Un ait (o eyot) es una isla fluvial, especialmente las que se encuentran en el río Támesis y sus afluentes en Inglaterra.
Los aits se forman generalmente por la deposición de sedimentos en el agua, que se acumulan durante un largo período de tiempo. Un ait es habitualmente larga y estrecha, y puede convertirse en una isla permanente. Sin embargo, los aits también puede ser erosionados: el sedimento resultante se deposita aguas abajo y puede resultar en otro ait.
Uno de los aits más conocidos es Eel Pie Island en Twickenham —originalmente conocida como Twickenham Ait—, asociado con los inicios del rock británico de los años 1960, aunque ya estaba establecido anteriormente como lugar de ocio.

## En la cultura popular
J. R. R. Tolkien usa el término en El señor de los anillos.